# Mirosława Krajewska-Stępień
Mirosława Krajewska-Stępień (ur. 13 marca 1925 w Łodzi, zm. 1 marca 2019) – polska aktorka i piosenkarka.

## Życiorys
Karierę sceniczną zaczynała tuż po II wojnie światowej w Łodzi, występując pod panieńskim nazwiskiem jako Mirosława Krajewska. Od 1947 jej mężem był satyryk, autor rewii, komedii muzycznych i piosenek Wacław Stępień. W 1948 przyszedł na świat ich syn Piotr, z zawodu genetyk. W latach 1947–1950 związana była z Estradą Łódzką, zaś w latach 1950–1954 z Teatrem Syrena. W latach 1951–1959 była aktorką Teatru Klasycznego w Warszawie, jednocześnie w latach 1955–1956 występując w ramach Estrady Satyrycznej w Katowicach oraz w latach 1956–1957 w Warszawskiej Estradzie Wojskowej „Miniatury”. Jako aktorka pozostała aktywna do połowy lat 70. XX wieku. W dorobku miała między innymi role Heli w Wodewilu warszawskim, Gracji w Ambasadorze oraz występ w reżyserowanej przez Adama Hanuszkiewicza sztuce Arka nowego. W 1994 wystąpiła także w sztuce Teatru Polskiego Radia pt. Sonos, czyli niezwykłe przypadki pewnego dyrygenta, zaś w 1996 w sztuce Szeroki gest.
Jako piosenkarka wylansowała między innymi przebój Marynika (słowa: Wacław Stępień i Zdzisław Gozdawa).